# Fårö
Fårö (auf Gutnisch Fåre) ist eine schwedische Insel in der Ostsee, die nur durch einen schmalen Sund von Gotland getrennt ist. Ihre Ausdehnung beträgt etwa 18 mal 7,5 Kilometer. Fårö ist mit einer Fläche von 113,3 km² Schwedens achtgrößte Insel.
Vom Ort Fårösund auf Gotland verkehrt etwa alle 30 Minuten (in Abhängigkeit von der Tageszeit) eine kostenlose Fährverbindung nach Fårö mit seinem gleichnamigen Inselhauptort.

## Namensherkunft
Der Name der Insel, der im 14. Jahrhundert Faroyna lautete, beinhaltet die Wortstämme far in der Bedeutung von Fahrweg oder auch Fahrwasser und ö für Insel. Allerdings wird auch eine Herleitung vom englischen Wort far in der Bedeutung von fern in Erwägung gezogen. Von Schafen (schwedisch får) leitet sich der Inselname im Gegensatz zu den ähnlich klingenden Fär-Öern nicht ab, da diese auf Gotland und den benachbarten Inseln lamm oder lamb genannt werden.

## Landschafts- und Kulturgeschichte
Fårö hat in stärkerem Maße als andere Teile Gotlands seine alte Kulturlandschaft bewahrt. Die wenigen kleinen Äcker sind dieselben wie im 17. Jahrhundert. Die Veränderungen der letzten Jahrhunderte sind unbedeutend.
Spuren menschlichen Wirkens aus vorgeschichtlicher Zeit sind die Felsritzung 379 auf Fårö, die Hausfundamente aus der Eisenzeit bei Lauters stainkalm und Dyänge sowie der wikingerzeitliche Handelsplatz bei Gamle Hamn.

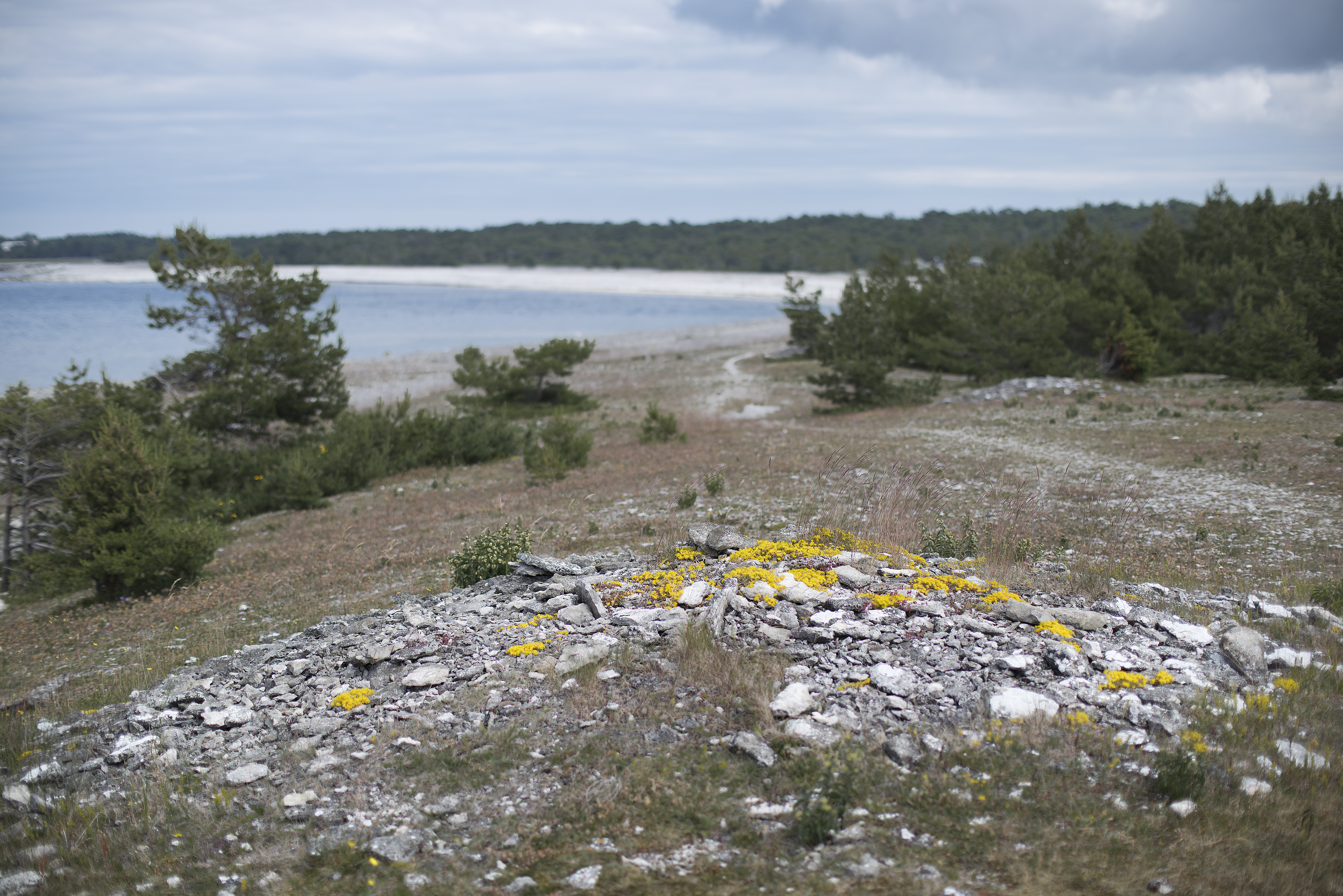
Gräberfeld Gamle Hamn

Wegen seiner Kargheit konnte Fårö nicht auf die gleiche Art bewirtschaftet werden wie das übrige Gotland. Damit hatte man auch keine Ressourcen für Veränderungen. Auch die Einflüsse der neueren Zeit erreichten Fårö später als die Hauptinsel.

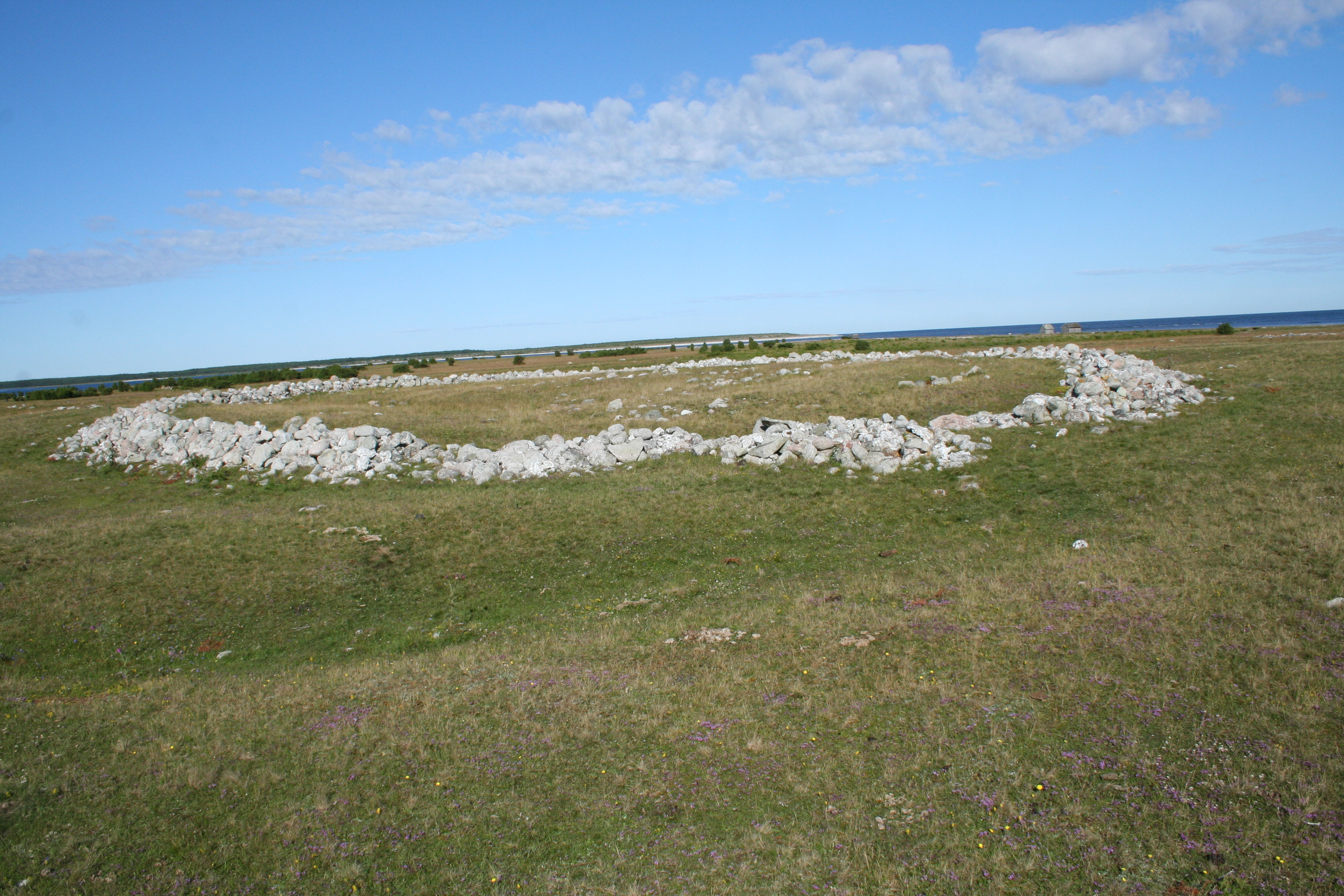
Gräberfeld Norsholmen

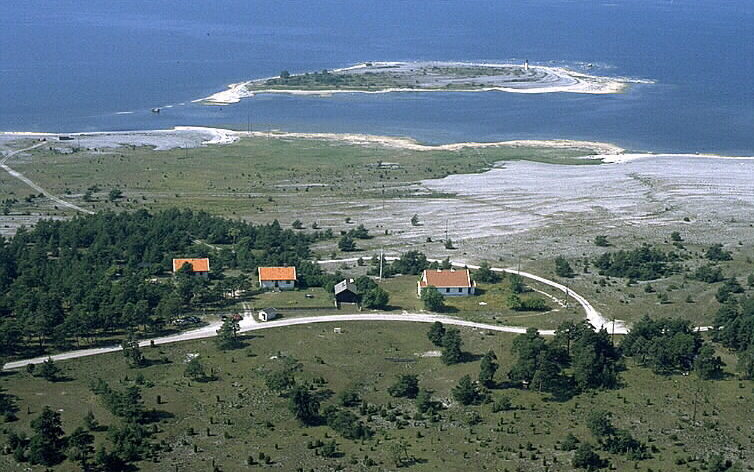
Aurgrunn

Auf Fårö kann man einen Eindruck davon bekommen, wie die Landschaft aussah, bevor die großen Trockenlegungen ins Werk gesetzt wurden. Die Insel besitzt noch immer ihre Kleinteiligkeit. Winzige Äcker und verstreute Bebauung wird umgeben von Weideflächen und Wald, oft mit einem See in Sichtweite, da es auf Fårö im Vergleich zur Fläche viel mehr Binnenseen als auf Gotland gibt. Die Inselbebauung hat einen archaischeren Charakter als die der Hauptinsel. An den Gebäuden fallen die erhaltenen Reetdächer auf. Die ältesten dieser Art sind einige Schafhütten („Lambgift“) und die Strandbuden, u. a. zwei auf der Fischerstelle Helgumannen. Sie bestehen primär aus dem Dach, die Wände sind sehr niedrig. Mittelalterliche Einflüsse kann man auch an den Leinenküchen feststellen. Sie besitzen mannshohe Wände, sind aber noch niedriger als die Wohnhäuser aus späterer Zeit. Die Dächer haben einen flachen Neigungswinkel. Der Eingang befindet sich oft an der Giebelseite der aus einem einzigen Raum bestehenden Gebäude. Auf Fårö gibt es keine Bauten mehr, die vor dem 17. Jahrhundert errichtet wurden; das ist für Gotland ungewöhnlich. Nur anhand von wenigen erhaltenen hölzernen Gebäuden aus dem 18. Jahrhundert kann man sehen, wie man hier früher wohnte.
Auf Fårö ging man eher zum profanen Steinbau über als in vielen Gegenden des restlichen Gotlands. Hauptgrund dafür war der Mangel an Bauholz, worauf schon Carl von Linné bei seinem Besuch auf Fårö hinwies. Er beobachtete, dass es auf nahezu jedem Bauernhof ein weißgetünchtes Steinhaus gab, das relativ neu war und ein Ziegeldach besaß. Die heutige, wenig veränderte Bebauung stammt überwiegend aus dem 18. und 19. Jahrhundert.
Kleinere Siedlungen sind Lansagårdarna, Lassnor, Lauterhorn, Mölnor und St. Gåsmora. Auf der Insel, die früher aus zwei Inseln bestand, aber durch die noch immer andauernde Landhebung zusammengefügt wurde, gilt das besondere Interesse der Besucher dem Naturreservat Ullahau mit seiner Dünenlandschaft und den Raukgebieten von Digerhuvud, Gamle Hamn und Langhammars. Die Natur der Insel besteht aus lichten Nadelwäldern und Heideflächen, die Strände sind oft steinig. Spuren des eisen- und wikingerzeitlichen Lebens sind spärlich oder unerforscht. An den steinernen Häusern, die hier früher errichtet wurden als im übrigen Gotland, und den Schafhütten (lambgift genannt) fallen die fast bis zum Boden reichenden Reetdächer auf.
In der Nähe des Naturschutzgebietes Langhammars befindet sich die alte Gotländische Fischerstelle Helgumannen. Diese einst zahlreich am Strand vorhandenen Plätze wurden nur in der Fangperiode bewohnt.
Fårö und der Norden von Gotland waren bis Mitte der 1990er Jahre militärisches Sperrgebiet. Einige Jahre nachdem Schweden 1995 der Europäischen Union beigetreten war, wurde die schwedische Küstenartillerie-Division KA3 abgezogen. Ein Relikt aus dieser Zeit ist ein 203 Meter hoher Sendemast am Holmudden bei 57° 57′ 33″ N, 19° 20′ 46″ O.
Der wohl bekannteste Bewohner der Insel war der schwedische Regisseur Ingmar Bergman, der hier am 30. Juli 2007 verstarb und begraben wurde. In der Nähe des Friedhofs ist im Jahr 2011 ein Bergmancenter mit einer Dauerausstellung, Filmvorführungen und Räumen für Lesungen und Workshops eröffnet worden.
Der Spielfilm Bergman Island (2021) von Mia Hansen-Løve wurde an Originalschauplätzen auf der Insel gedreht. Neben dem Standardschwedischen wird auf Fårö noch Fårömål, ein Dialekt des Gutnischen (Gutamål) gesprochen.

## Ansichten

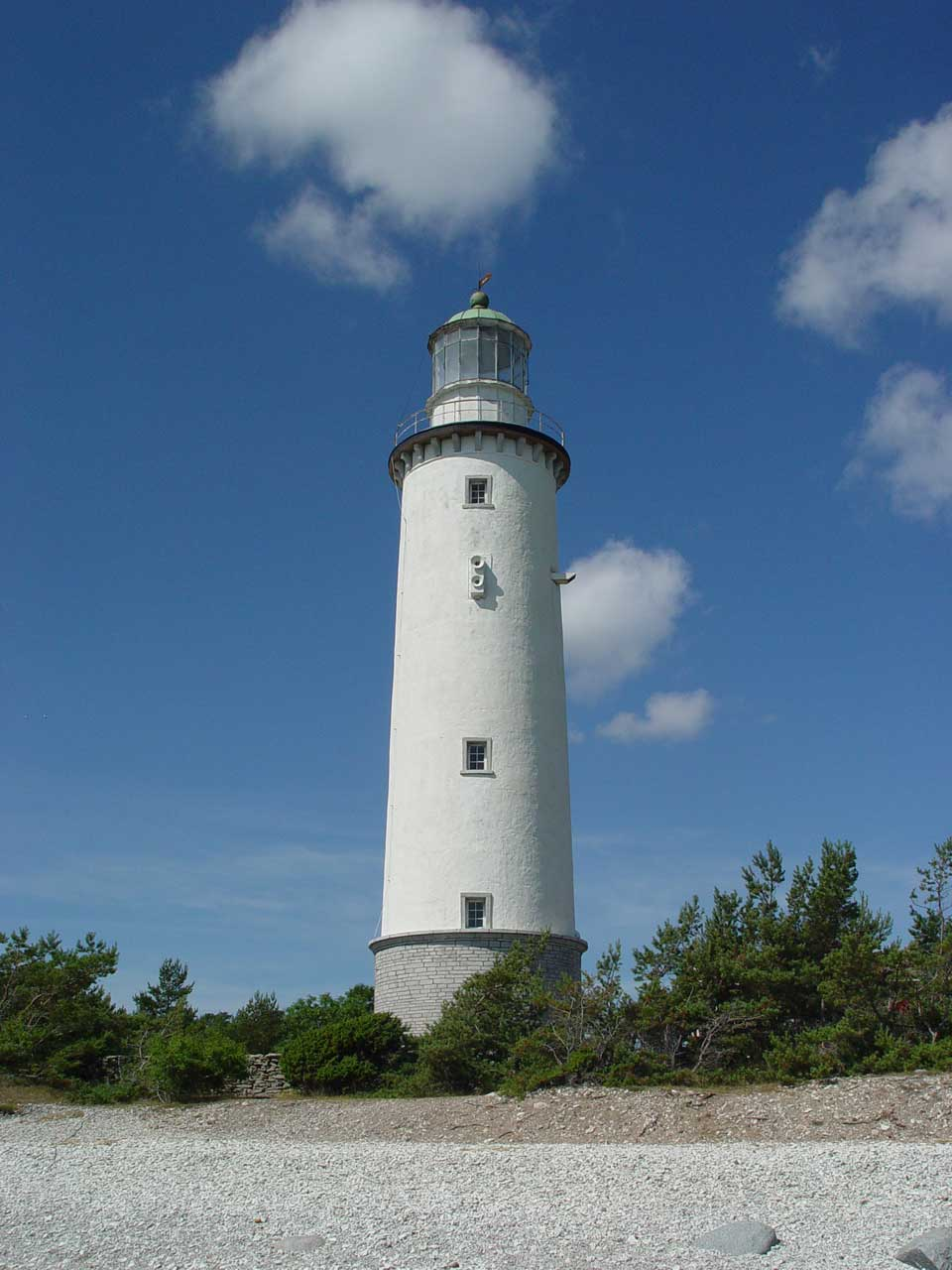
Leuchtturm von 1847
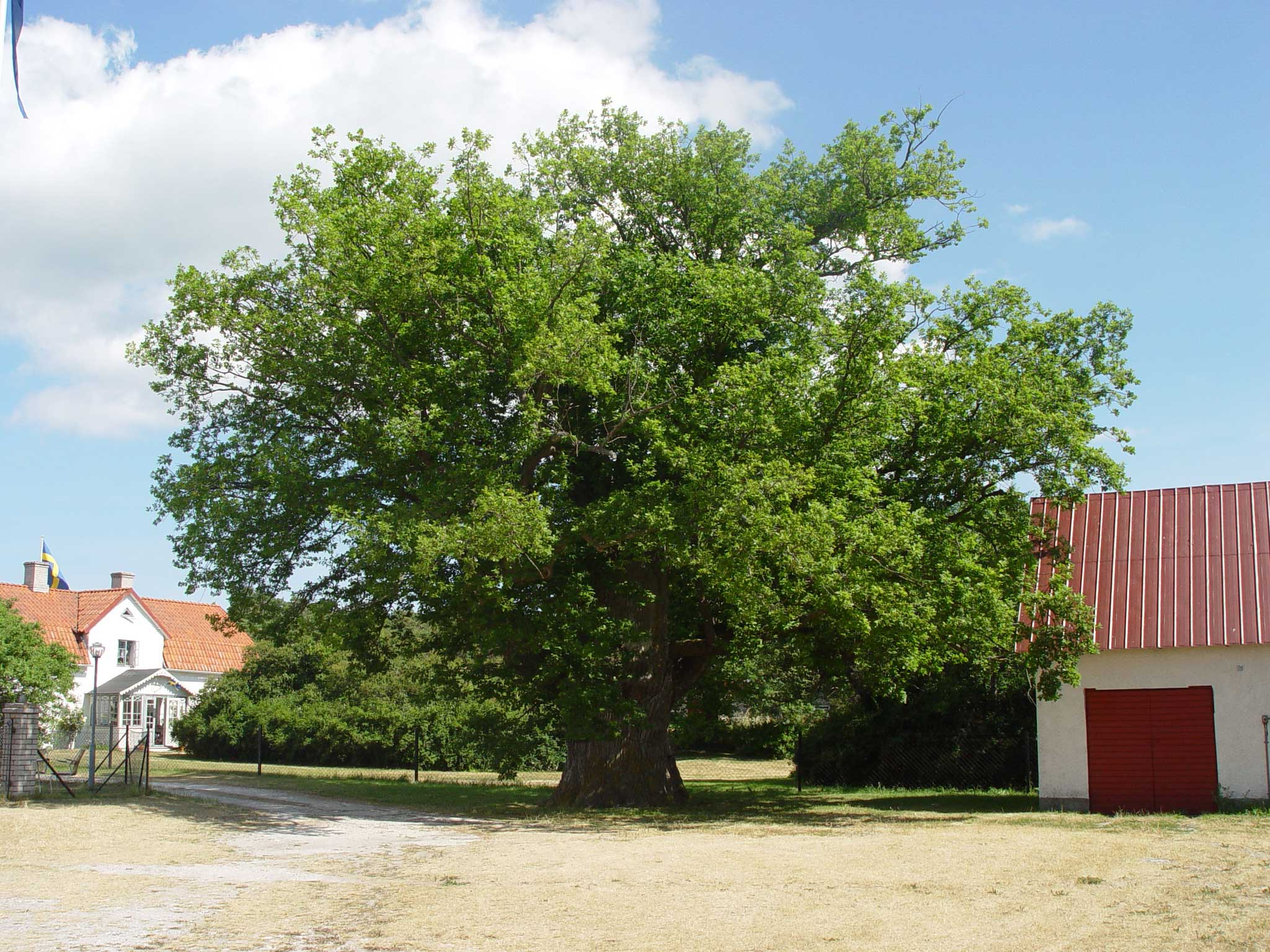
Eiche auf dem Ava-Hof auf Fårö (1741 von Linné erwähnt), Stammumfang ca. 6 m
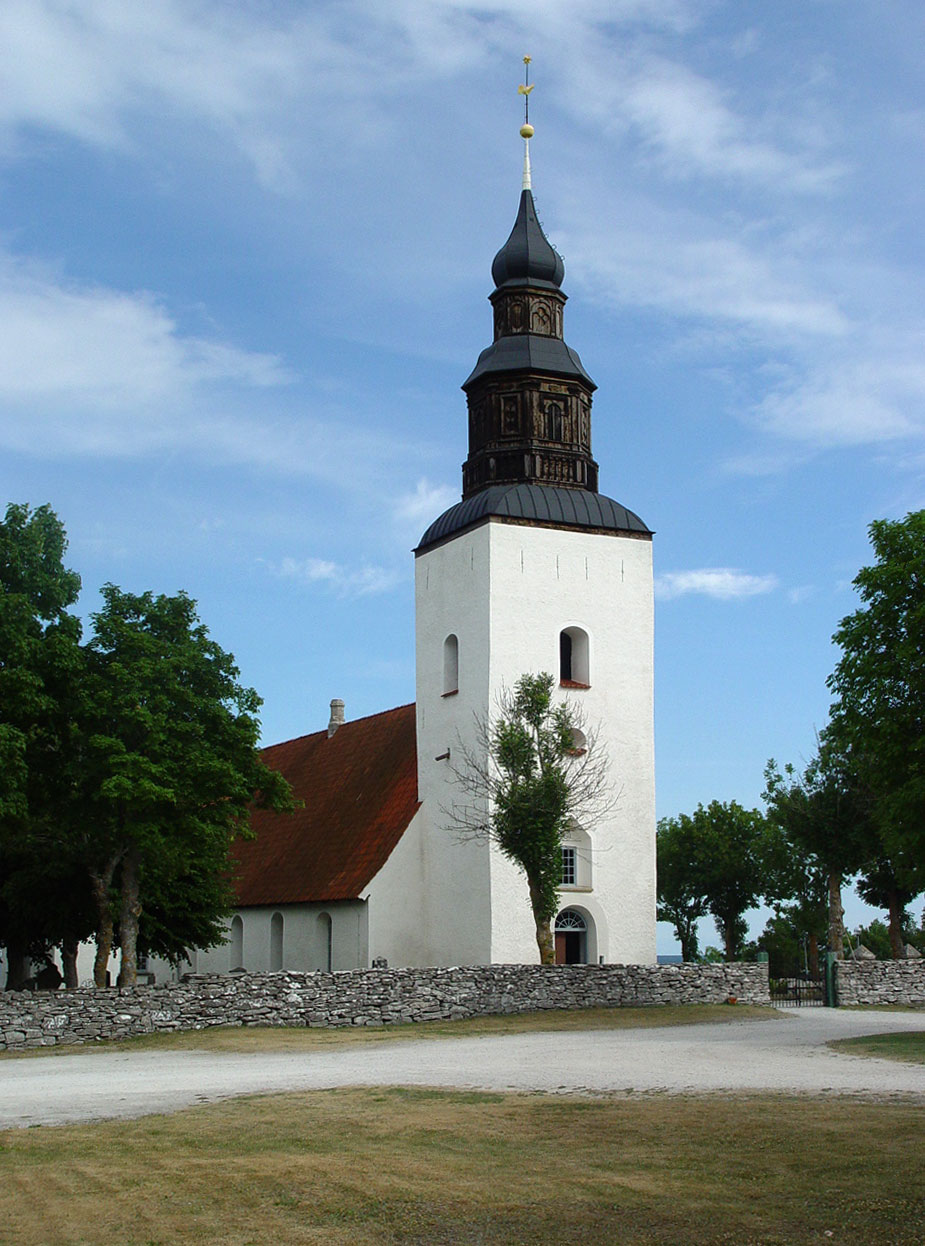
Mittelalterliche Kirche von Fårö; durch Umbauten im 18./19. Jh. stark verändert
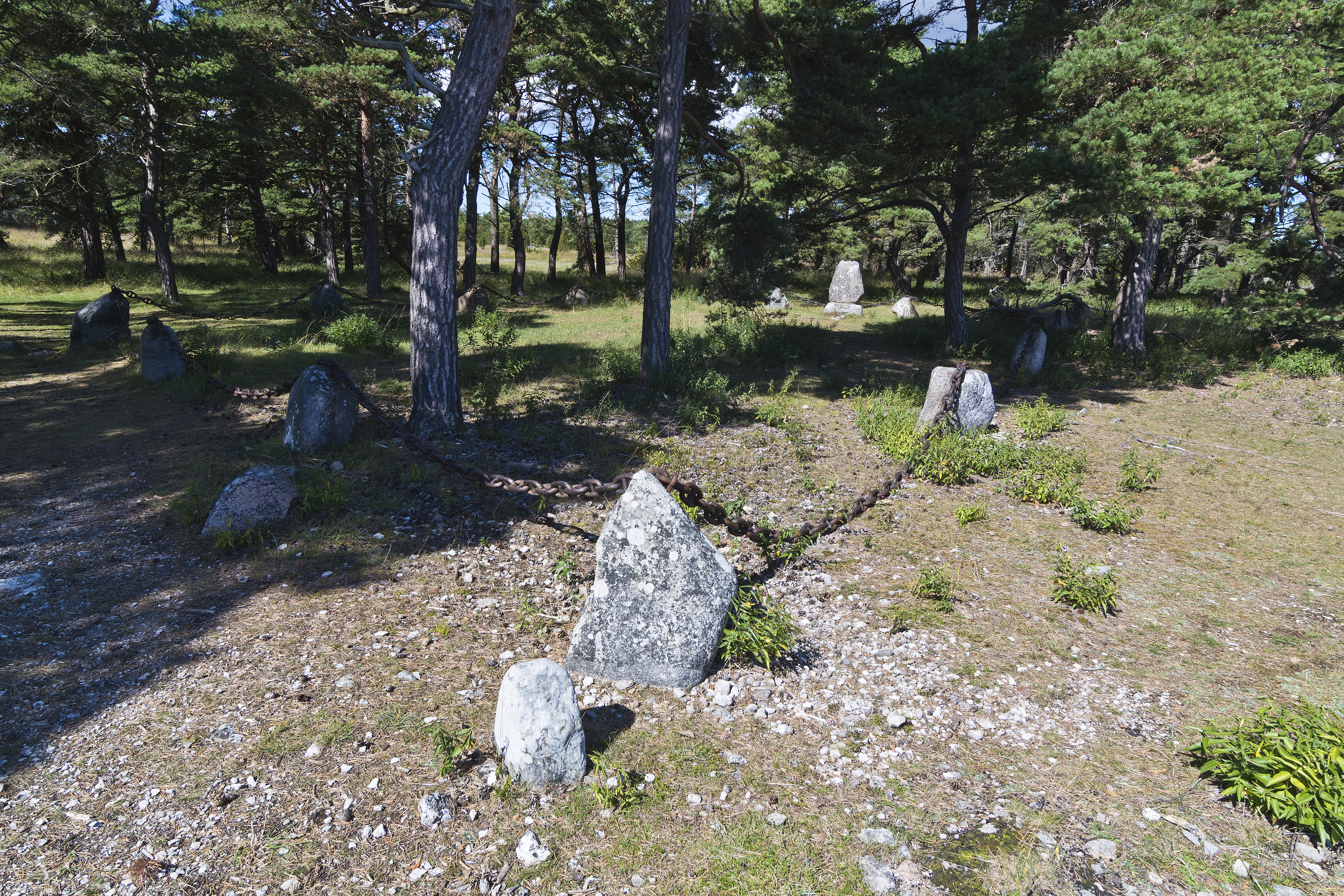
Friedhof der britischen Flotte für Choleraopfer im Krimkrieg
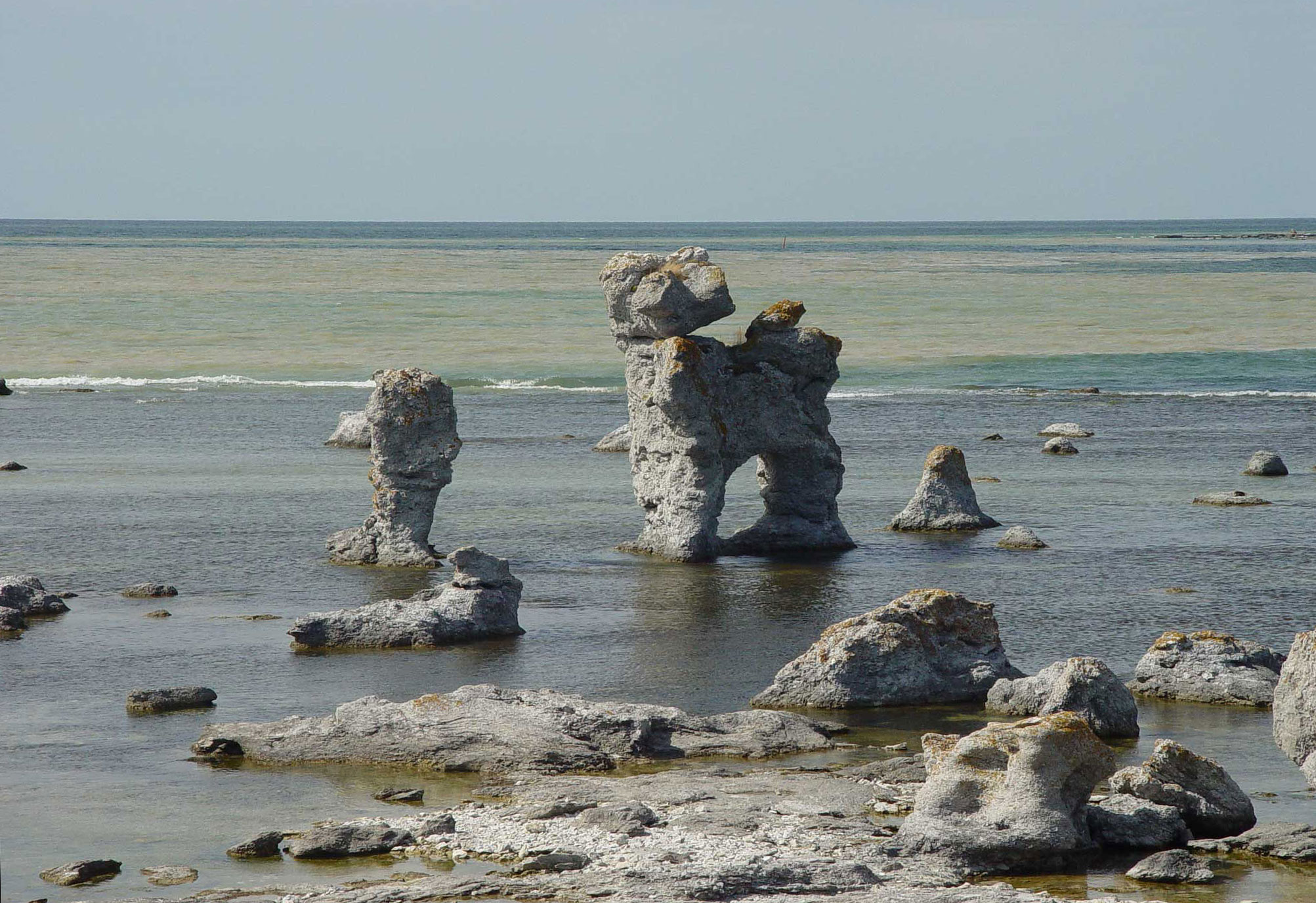
Rauk Hund in Gamle Hamn
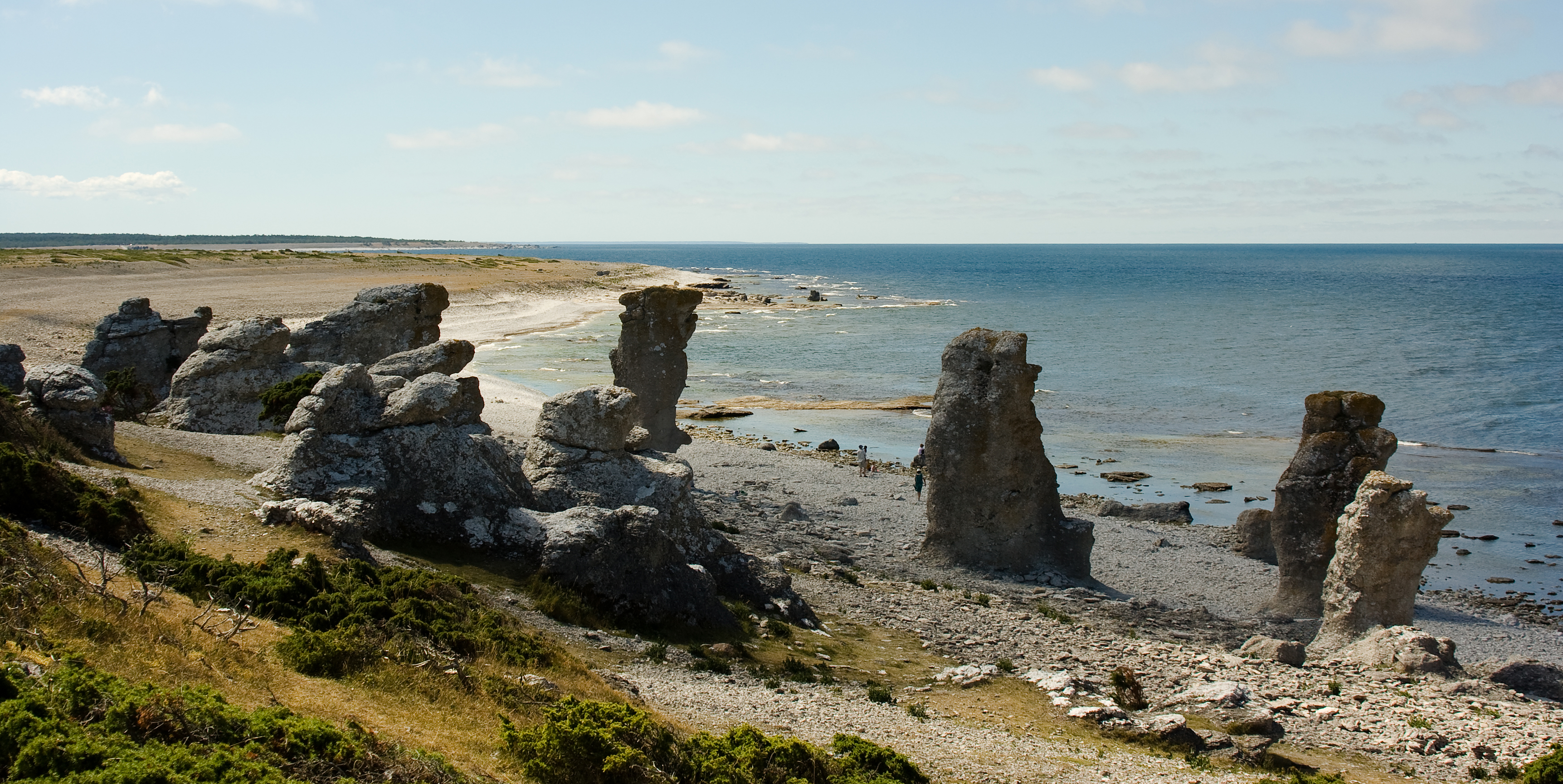
Raukgebiet Langhammars
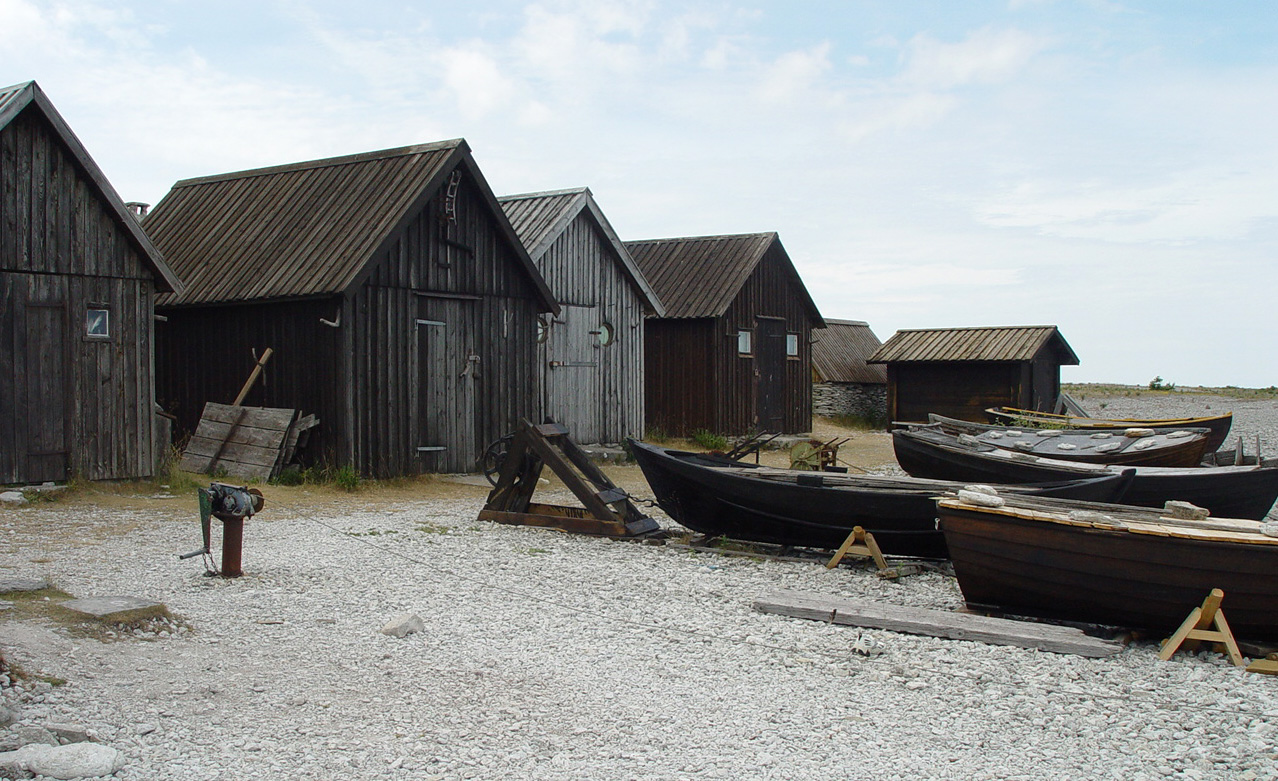
Fischerstelle Helgumannen
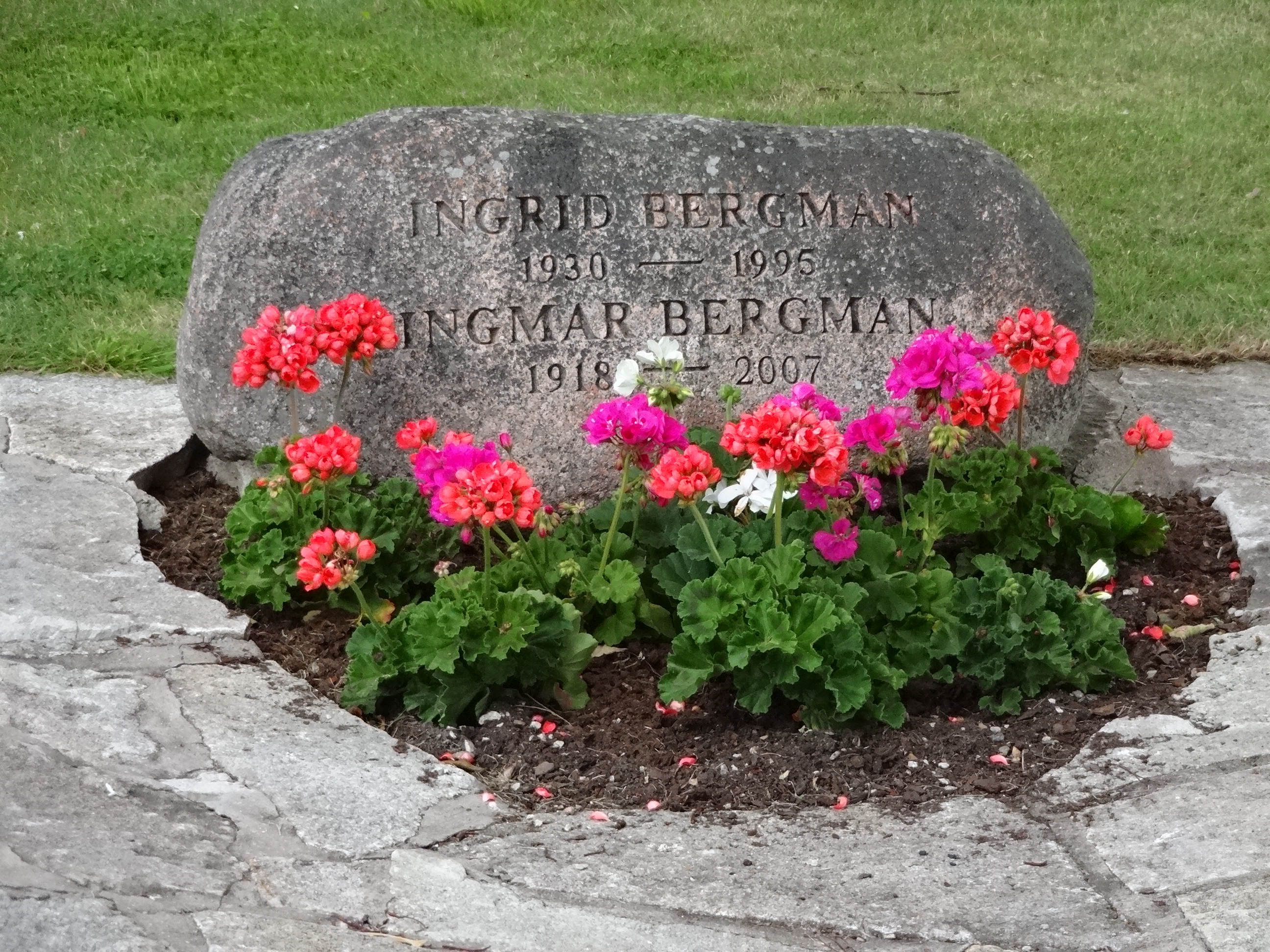
Ingmar Bergmans Grab